# Selección de fútbol sub-19 de Alemania
La Selección de fútbol sub-19 de Alemania es el equipo representativo del país en el Campeonato de Europa Sub-19. Su organización está a cargo de Federación Alemana de Fútbol, perteneciente a la UEFA.

## Estadísticas

### Campeonato Europeo
Desde la temporada 2001/02, se comenzó a disputar el europeo con selecciones sub-19 por primera vez.
En el campeonato de 2008, con sede en República Checa, Alemania logró su primer título europeo sub-19, tras vencer a Italia por 3 a 1 en la final. Las águilas tenían como figuras a Ron-Robert Zieler, Ömer Toprak, Richard Sukuta-Pasu, Lars Bender y Sven Bender.
Seis años después sin clasificar a la fase final de la competición, lo consiguieron y además se coronaron campeones. El campeonato 2014 se jugó en Hungría y derrotaron a Portugal 1 a 0 en la final. Se destacaron jugadores como Kevin Akpoguma, Hany Mukhtar, Joshua Kimmich, Julian Brandt, Levin Öztunali, Marc Stendera, Niklas Stark y Davie Selke.
| Año                    | Ronda           | Posición        | PJ              | PG              | PE              | PP              | GF              | GC              |
| ---------------------- | --------------- | --------------- | --------------- | --------------- | --------------- | --------------- | --------------- | --------------- |
| Noruega 2002           | Subcampeones    | 2.º             | 4               | 2               | 1               | 1               | 8               | 5               |
| Lietchteinstein 2003   | No se clasificó | No se clasificó | No se clasificó | No se clasificó | No se clasificó | No se clasificó | No se clasificó | No se clasificó |
| Suiza 2004             | Fase de grupos  | 6.º             | 3               | 1               | 1               | 1               | 4               | 5               |
| Irlanda del Norte 2005 | Semifinales     | 3.º             | 4               | 2               | 0               | 2               | 9               | 8               |
| Polonia 2006           | No se clasificó | No se clasificó | No se clasificó | No se clasificó | No se clasificó | No se clasificó | No se clasificó | No se clasificó |
| Austria 2007           | Semifinales     | 3.º             | 4               | 2               | 1               | 1               | 9               | 8               |
| Rep. Checa 2008        | Campeones       | 1.º             | 5               | 5               | 0               | 0               | 12              | 4               |
| Ucrania 2009           | No se clasificó | No se clasificó | No se clasificó | No se clasificó | No se clasificó | No se clasificó | No se clasificó | No se clasificó |
| Francia 2010           | No se clasificó | No se clasificó | No se clasificó | No se clasificó | No se clasificó | No se clasificó | No se clasificó | No se clasificó |
| Rumanía 2011           | No se clasificó | No se clasificó | No se clasificó | No se clasificó | No se clasificó | No se clasificó | No se clasificó | No se clasificó |
| Estonia 2012           | No se clasificó | No se clasificó | No se clasificó | No se clasificó | No se clasificó | No se clasificó | No se clasificó | No se clasificó |
| Lituania 2013          | No se clasificó | No se clasificó | No se clasificó | No se clasificó | No se clasificó | No se clasificó | No se clasificó | No se clasificó |
| Hungría 2014           | Campeones       | 1.º             | 5               | 4               | 1               | 0               | 12              | 2               |
| Grecia 2015            | Fase de grupos  | 6.º             | 3               | 1               | 1               | 1               | 4               | 5               |
| Alemania 2016          | Fase de grupos  | 5.º             | 4               | 1               | 1               | 2               | 6               | 5               |
| Georgia 2017           | Fase de grupos  | 6.º             | 3               | 1               | 0               | 2               | 5               | 8               |
| Finlandia 2018         | No se clasificó | No se clasificó | No se clasificó | No se clasificó | No se clasificó | No se clasificó | No se clasificó | No se clasificó |
| Armenia 2019           | No se clasificó | No se clasificó | No se clasificó | No se clasificó | No se clasificó | No se clasificó | No se clasificó | No se clasificó |
| Irlanda del Norte 2020 | Cancelado       | Cancelado       | Cancelado       | Cancelado       | Cancelado       | Cancelado       | Cancelado       | Cancelado       |
| Rumania 2021           | Cancelado       | Cancelado       | Cancelado       | Cancelado       | Cancelado       | Cancelado       | Cancelado       | Cancelado       |
| Eslovaquia 2022        | No se clasificó | No se clasificó | No se clasificó | No se clasificó | No se clasificó | No se clasificó | No se clasificó | No se clasificó |
| Malta 2023             | No se clasificó | No se clasificó | No se clasificó | No se clasificó | No se clasificó | No se clasificó | No se clasificó | No se clasificó |
| Irlanda del Norte 2024 | No se clasificó | No se clasificó | No se clasificó | No se clasificó | No se clasificó | No se clasificó | No se clasificó | No se clasificó |
| Rumania 2025           | Por disputarse  | Por disputarse  | Por disputarse  | Por disputarse  | Por disputarse  | Por disputarse  | Por disputarse  | Por disputarse  |
| Total                  | 9/21            | 4.º             | 35              | 19              | 20              | 10              | 69              | 50              |

## Jugadores

### Última convocatoria
Datos correspondientes a la situación previa al Campeonato Europeo sub-19 2016.

### Destacados
A lo largo de los años, varios jugadores que pertenecieron a la selección de Alemania sub-19, lograron consolidarse como profesionales a nivel internacional y destacarse, ellos son: Philipp Lahm, Per Mertesacker, Bastian Schweinsteiger, Lukas Podolski, Mario Gómez, Marcell Jansen, Manuel Neuer, Kevin-Prince Boateng, Benedikt Höwedes, Jérôme Boateng, Max Kruse, Mesut Özil, Thomas Müller, Sven Bender, Lars Bender, Toni Kroos, İlkay Gündoğan, André Schürrle, Marc-André ter Stegen, Shkodran Mustafi, Julian Draxler, Emre Can, Joshua Kimmich y Julian Brandt.

### Distinciones individuales
Además de los logros obtenidos por la selección, los siguientes jugadores fueron reconocidos por su nivel individual en diferentes competiciones.
| Competición             | Distinción     | Jugador            |
| ----------------------- | -------------- | ------------------ |
| Campeonato Europeo 2007 | Goleador       | Änis Ben-Hatira    |
| Campeonato Europeo 2008 | Jugador de Oro | Lars y Sven Bender |
| Campeonato Europeo 2014 | Goleador       | Davie Selke        |
| Campeonato Europeo 2014 | Jugador de Oro | Davie Selke        |